# Маттіас Г'юз
Маттіас Г'юз (англ. Matthias Hues; нар. 14 лютого 1959, Вальтроп, ФРН) — американський актор німецького походження, який грає лиходіїв у фільмах жанру бойовика, переважно в картинах про бойові мистецтва. Володар чорного поясу з тхеквондо і кікбоксингу, важковаговик. Найбільш відомий ролями в таких фільмах, як «Ангел пітьми», «Залізний кулак» і «Чорний пояс». До кінодебюту працював викидайлом у клубі.

## Життєпис
У 1978 році став чемпіоном Ганноверу з пентатлону у складі команди, після чого зайнявся східними бойовими мистецтвами. Після закінчення середньої школи подався у Париж, де працював у готелях та фітнес-клубах. Повернувшись на короткий час до Німеччини, заснував ще декілька власних фітнес-студій. Продавши їх, поїхав на Гаїті, а потім в Лос-Анджелес, де почав працювати в фітнес-мережі «Gold's Gym». Згодом став зніматися у голлівудських бойовиках.

## Фільмографія
| Рік  |    | Українська назва                              | Оригінальна назва                          | Роль                     |
| ---- | -- | --------------------------------------------- | ------------------------------------------ | ------------------------ |
| 1987 | ф  | Не відступати і не здаватися 2: Скажений грім | No Retreat, No Surrender 2: Raging Thunder | Юрій                     |
| 1987 | с  | Брати                                         | Brothers                                   | Тор                      |
| 1988 | ф  | Коротун - велика шишка                        | Big Top Pee-wee                            | Oscar the Liontamer      |
| 1989 | ф  | Кулачний боєць                                | Fist Fighter                               | Ріно                     |
| 1989 | ф  | Клітка                                        | Cage                                       | італійський боєць        |
| 1990 | ф  | Наслідки                                      | Aftershock                                 | Кессіді                  |
| 1990 | ф  | Ангел пітьми                                  | Dark Angel                                 | Талек, поганий прибулець |
| 1991 | ф  | Кікбоксер 2: Дорога назад                     | Kickboxer 2: The Road Back                 | Ніл Варгас               |
| 1991 | ф  | Дипломатична недоторканність                  | Diplomatic Immunity                        | Джефард                  |
| 1991 | ф  | Зоряний шлях 6: Невідкрита країна             | Star Trek VI: The Undiscovered Country     | Second Klingon General   |
| 1992 | с  | Собача справа                                 | Tequila and Bonetti                        | ArnieArnie               |
| 1992 | ф  | Я більше не купую поцілунки                   | I Don't Buy Kisses Anymore                 | Ерік, тренер             |
| 1992 | ф  | Чорний пояс                                   | Blackbelt                                  | Джон Світ                |
| 1992 | ф  | Кігті орла                                    | Talons of the Eagle                        | Хан                      |
| 1992 | ф  | Місія правосуддя                              | Mission of Justice                         | Титус Ларкін             |
| 1993 | ф  | Поліцейський 2000                             | TC 2000                                    | Бігелоу                  |
| 1993 | ф  | Кулачний боєць 2                              | Fist Fighter 2                             | C.J.Thunderbird          |
| 1993 | в  | Вільний мисливець                             | Bounty Tracker                             | Ерік Гаусс               |
| 1993 | тф | Епоха зради                                   | Age of Treason                             | Юстус                    |
| 1994 | ф  | Бій до смерті                                 | Death Match                                | Марк Венік               |
| 1994 | ф  | Контракт                                      | Finding Interest                           | найманий вбивця          |
| 1995 | ф  | Залізний кулак                                | Fists of Iron                              | Віктор «Руйнівник» Брегг |
| 1995 | ф  | Цифрова людина                                | Digital Man                                | Цифрова людина           |
| 1995 | ф  | Кіберзона                                     | Droid Gunner                               | Хокс                     |
| 1996 | ф  | Самотній тигр                                 | Lone Tiger                                 | Темний Тигр              |
| 1996 | ф  | Зоряний склеп                                 | Starcrypt                                  | Галеон                   |
| 1996 | ф  | Зона безпеки                                  | Safety Zone                                | Маркос                   |
| 1996 | ф  | Один у лісі                                   | Alone in the Woods                         | Курт                     |
| 1997 | ф  | Кровопивці                                    | Bloodsuckers                               | репортер                 |
| 1997 | ф  | Ціль номер один                               | Executive Target                           | Вік                      |
| 1997 | ф  | Помста кібера                                 | Cyber Vengeance                            | Тор                      |
| 1997 | с  | Конан                                         | Conan                                      | Savann                   |
| 1998 | в  | Спецагент                                     | The Company Man                            | Ван Гульдер              |
| 1998 | ф  | Захисник                                      | The Protector                              | Гюнтер                   |
| 1999 | с  | Могутні рейнджери: Загублена галактика        | Power Rangers Lost Galaxy                  | Guardian                 |
| 2000 | ф  | Вороже середовище                             | Hostile Environment                        | Майк Еріксон             |
| 2000 | ф  | Гвардійці короля                              | The King's Guard                           | Ангус                    |
| 2001 | ф  | Легіон мерців                                 | Legion of the Dead                         | Togaio — блондин         |
| 2001 | ф  | Безшумна команда                              | The Silent Force                           |                          |
| 2003 | ф  | За межами можливого                           | Beyond the Limits                          | лицар                    |
| 2003 | ф  | Бойова бригада                                | The Librarians                             | Кіро                     |
| 2007 | ф  | Війна динозаврів                              | D-War                                      | мисливець за головами    |
| 2008 | ф  | Шанс китайця                                  | Chinaman's Chance: America's Other Slaves  | Карл                     |
| 2009 | ф  | Навіки твій                                   | Immortally Yours                           | Маршалл Поуп             |
| 2009 | ф  | Чарлі Валентайн                               | Charlie Valentine                          | Віктор                   |
| 2009 | в  | Хулігани 2                                    | Green Street Hooligans 2                   | футболіст                |
| 2009 | вг | Wanted: Weapons of Fate                       | Wanted: Weapons of Fate                    | бородатий вбивця         |
| 2009 | ф  | На краю світу                                 | Ved verdens ende                           | Аріберт                  |
| 2009 | ф  | Мистецтво підкорення                          | Art of Submission                          | Метт                     |
| 2011 | ф  | Гой                                           | Goy                                        | Мартін Тейнманн          |
| 2014 | ф  | Чорна троянда                                 | Hollywood Storm                            |                          |
| 2015 | ф  | Розбірки в Манілі                             | Showdown in Manila                         | Дорн                     |
| 2018 | ф  | Максимальний удар                             | Maximum Impact                             | Ян                       |
| 2022 | ф  | Напад на Ріо Браво                            | Assault on Rio Bravo                       |                          |